# SKA-1946
La SKA-1946 San Pietroburgo (in russo Хоккейный клуб "СКА-1946" Санкт-Петербург?, Khokkeynyy klub "SKA-1946" Sankt-Peterburg), è una squadra giovanile russa di hockey su ghiaccio con sede a San Pietroburgo, Russia. Sono membri della Western Conference nella Junior Hockey League (MHL), la lega giovanile della KHL.

## Storia
Il club è stato fondato nel 2009 per partecipare alla MHL. È stato chiamato SKA-1946 in onore dell'anno di fondazione dello SKA San Pietroburgo, che il club considera una delle sue affiliate.
Nell'aprile 2015, la squadra ha raggiunto la finale della Coppa Kharlamov, diventando vice-campione del torneo per la prima volta nella sua storia.

## Cronistoria

### Playoff
- 2009-10 - Sconfitta agli ottavi di finale, 2-3 (contro Omsk Hawks)
- 2010-11 - Non qualificato
- 2011-12 - Persa ai quarti di Conference, 2-3 (contro Krasnaya Armiya)
- 2012-13 - Sconfitta ai quarti di finale di Conference, 0-3 (contro MHC Spartak Mosca)
- 2013-14 - Persa ai quarti di Conference, 0-3 (contro Krasnaya Armiya)
- 2014-15 - Sconfitta in finale della Coppa Kharlamov, 1-4 (contro Chaika)
- 2015-16 - Persa agli ottavi di finale, 0-3 (contro Almaz)
- 2016-17 - Sconfitta nei quarti di finale della Conference, 1-3 (contro Almaz)

## Allenatori principali
- Ivano Zanatta
- Sergej Pushkov
- Andrej Andreev
- Michail Kravetz
- Michail Milyokhin